# لاري دورسي
لاري دورسي (بالإنجليزية: Larry Dorsey)‏ هو لاعب كرة قدم أمريكية أمريكي، ولد في 15 أغسطس 1953 في كورينث في الولايات المتحدة.

## وصلات خارجية
- لاري دورسي على موقع مرجع كرة القدم المحترفة.كوم (الإنجليزية)